# 360杀毒
360杀毒是奇虎公司出品的一款免费杀毒软件，是中國大陸最早的一款宣布免费的杀毒软件。
360杀毒还獲得包括VB100认证、Checkmark认证、ICSA认证、OPSWAT认证在内的多项认证；曾获得AV-Comparatives、AV-TEST、Virus Bulletin认证，后被取消。

## 软件历史

### 1.0版本
2008年7月17日，360公司发布使用Bitdefender引擎的360杀毒产品，以“免费”进行大量宣传。由于当时国内的杀毒软件均需付费，加之360安全卫士已有较多用户，360杀毒很快取得了较高的市场占有率。随后，360杀毒处于活跃的开发之中，
2009年12月，360杀毒首次参加国际权威VB100认证并获通过。
2010年4月，第二次通过VB100国际认证。同年6月，通过西海岸实验室Checkmark认证。

### 2.0版本
2011年1月26日，当天发布的2.0版本集成了Bitdefender引擎、360云查杀引擎、QVM人工智能引擎、系统文件智能修复引擎四个反病毒核心。

### 3.0版本
2011年9月15日，当天发布的3.0版本的界面进行了较大更新。
随着Microsoft Windows 8开发的进行，360的产品进行更新以保证产品兼容性。
Windows 8发布后，360杀毒为国内首个登陆Windows Store的一款安全类桌面应用。

### 4.0版本
2012年8月30日，360杀毒4.0抢鲜版发布，同年11月15日发布正式版。宣布启用第二代QVM人工智能启发式引擎。
2013年4月，360杀毒再次通过VB100国际认证，这是已经是第10次通过。同年6月26日，360杀毒宣布支持Windows 8.1。

### 5.0版本
2013年10月1日，360杀毒5.0发布。同年12月6日，发布正式版。12月12日，推出“比特币保险柜”。

### 7.0版本（极速版）
2020年12月25日，360杀毒极速版7.0发布。
2021年3月23日，更新鲲鹏、QEX等本地引擎。

### 国际版
2013年6月，360 Internet Security发布。国际版使用中国4.0的版本。
2015年3月17日，360 Total Security Essential推出，为360 Total Security轻量版本。

## 功能
360杀毒拥有多个反病毒引擎，其中两个“常规杀毒引擎”分别是Avira AntiVir引擎和Bitdefender引擎（因360与Bitdefender合约到期且不再续约，最新版的360杀毒已不再提供Bitdefender引擎，并以Behavioral脚本查杀引擎在主界面替代原Bitdefender引擎）。
360杀毒主功能包括病毒查杀、实时防护、主动防御、广告拦截、上网加速、软件净化、杀毒搬家、功能大全（包括一些小工具）、病毒库和软件升级等。